# Solo per amore
Solo per amore è stato un programma televisivo italiano, condotto da Monica Setta, in onda su Rai 2 tra la fine del 2010 e l'inizio del 2011.